# Natalia Belitski

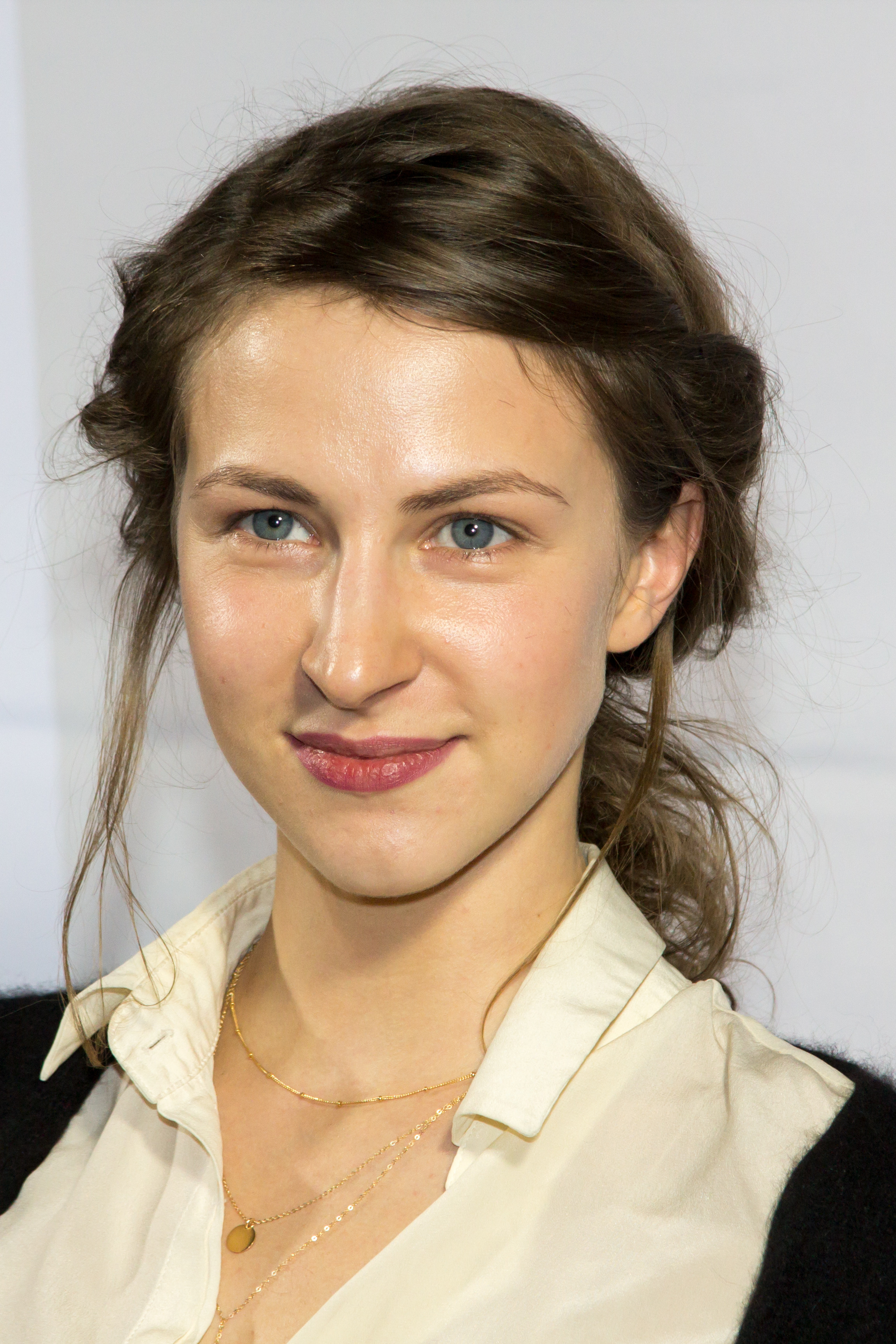
Natalia Belitski (2015)

Natalia Belitski (* 1984 in Leningrad, Sowjetunion) ist eine deutsche Schauspielerin.

## Leben und Wirken
Als Siebenjährige kam Belitski mit ihrer Familie von Russland nach Deutschland. Eigentlich war nur ein kurzer Aufenthalt ihres Vaters als Physiker in Stuttgart bei der Max-Planck-Gesellschaft geplant, doch dann blieb die Familie dauerhaft. Von 2006 bis 2010 studierte sie Schauspiel an der Hochschule für Musik und Theater „Felix Mendelssohn Bartholdy“ Leipzig und hatte währenddessen Theaterauftritte am dortigen Centraltheater. Anschließend spielte sie für ein Jahr am Düsseldorfer Schauspielhaus. Seit 2011 gehört sie zum Ensemble des Deutschen Theaters in Berlin.
In der crossmedialen Arte-Fernsehserie About:Kate war sie 2013 als Hauptfigur Kate Harff zu sehen. Das Drama Stumme Schreie, in dem Belitski die Hauptrolle als junge Ärztin spielt, die auf eigene Faust Kindermisshandlung aufklären und damit weiteren Missbrauch verhindern will, erhielt 2019 den 3sat-Zuschauerpreis. Seit 2019 ist sie in der Comedy-Fernsehserie Frau Jordan stellt gleich zu sehen. 2022 ist sie neben Caroline Peters in der ZDF-Fernsehreihe Kolleginnen zu sehen.
Belitski lebt in Berlin und ist Mutter zweier Töchter (* 2019, * 2022); der Vater ist ihr Verlobter, der Schauspieler Jürgen Vogel.

## Filmografie
- 2009: Bloch: Bauchgefühl (Fernsehreihe)
- 2009: Tatort: Mauerblümchen (Fernsehreihe)
- 2011: SOKO Leipzig (Fernsehserie, Folge Hexenschuss)
- 2013: About:Kate (Fernsehserie, 14 Folgen)
- 2013: Der Alte (Fernsehserie, Folge Gekauftes Glück)
- 2014: Vaterfreuden
- 2014: Ein starkes Team: Späte Rache (Fernsehreihe)
- 2014: Poka – heißt Tschüss auf Russisch (Fernsehfilm)
- 2015: Wilsberg: Russisches Roulette (Fernsehreihe)
- 2015: Vorsicht vor Leuten (Fernsehfilm)
- 2015: Mein vergessenes Leben (Fernsehfilm)
- 2016: Mann im Spagat: Pace Cowboy, Pace
- 2016: Letzte Spur Berlin (Fernsehserie, Folge Wespennest)
- 2016: Shakespeares letzte Runde (Fernsehfilm)
- 2016: Auf einmal
- 2016: Lena Fauch: Du sollst nicht töten (Fernsehreihe)
- 2016: Neandertaler (Fernsehserie, 4 Folgen)
- 2016: Undercover küsst man nicht (Fernsehfilm)
- 2016: Familie! (Fernsehzweiteiler)
- 2017: In Zeiten des abnehmenden Lichts
- 2017: Tatort: Nachtsicht
- 2017: Chaos-Queens: Die Braut sagt leider nein (Fernsehreihe)
- 2017: SCHULD nach Ferdinand von Schirach (Fernsehserie, Folge Kinder)
- 2017: Ein Lächeln nachts um vier (Fernsehfilm)
- 2018: Parfum (Fernsehserie, 6 Folgen)
- 2018: Bella Germania (Fernsehdreiteiler)
- 2019: Big Manni (Fernsehfilm)
- 2019: Stumme Schreie (Fernsehfilm)
- 2019–2021: Frau Jordan stellt gleich (Fernsehserie, 30 Folgen)
- 2019: Blochin: Das letzte Kapitel (Fernsehfilm)
- 2019: Stillstehen (Fernsehfilm)
- 2020: Liebe. Jetzt! (Fernsehserie, Folge Plötzlich Paar)
- 2021: Ostfriesenangst (Fernsehfilm)
- 2022: Liberame: Nach dem Sturm (Fernsehserie, 6 Folgen)
- 2022: Kolleginnen (Fernsehreihe)
  - 2022: Das böse Kind
  - 2022: Für immer
  - 2023: Abgetaucht
- 2023: Die drei ??? – Erbe des Drachen
- 2025: Die Bachmanns (Fernsehfilm)

## Hörspiele
- 2013: Elodie Pascal: 243 Tage; Regie: Antonia Gilani (SRF)
- 2013: Eva Lia Reinegger: Jähnicke schmeckt’s; Regie: Stefanie Lazai (Kriminalhörspiel – DKultur)[9]
- 2018: Sivan Ben Yishai: 40 Grad im Schatten (aber kein Schatten hier), Regie: Gerrit Booms (WDR)
- 2019: Anna Basener: Die juten Sitten (Audible)

## Hörbücher
- 2014: Wolfgang Herrndorf: Bilder deiner großen Liebe. Argon-Verlag, Berlin
- 2015: Grzegorz Kasdepke: Das Tier in meinem Bauch. Argon-Verlag, Berlin
- 2018: Judith Burger: Gertrude grenzenlos. Sauerländer audio, Berlin
- 2021: Peter Carnavas: Der Elefant. Sauerländer audio, Berlin
- 2023: Katherine Applegate: Willodeen – Das Mädchen und der Wald der verschwundenen Tiere. Sauerländer audio, Berlin
- 2025: Liz Kessler: Geheimname Eisvogel. Sauerländer audio, Berlin